# Laura Summerton
Laura Summerton, född den 13 december 1983, är en australisk basketspelare som tog tog OS-silver 2008 i Peking. Detta var tredje gången i rad Australien tog silver vid de olympiska baskettävlingarna. Summerton var även med i Aten och tog OS-silver 2004.